# Rhypopteryx inconspicua
Rhypopteryx inconspicua är en fjärilsart som beskrevs av George Francis Hampson 1916. Rhypopteryx inconspicua ingår i släktet Rhypopteryx och familjen tofsspinnare. Inga underarter finns listade.